# Костюк, Сергей Владимирович
Серге́й Влади́мирович Костю́к (укр. Сергій Володимирович Костюк; род. 5 марта 1986 года, Харьков, Украинская ССР, СССР) — украинский футболист, полузащитник.

## Игровая карьера
Воспитанник харьковского «Металлиста». В высшей лиге дебютировал 26 марта 2003 года в игре против запорожского «Металлурга», выйдя на 90-й минуте на замену вместо Андрея Хомина. Играл в «Закарпатье» и «Волыни». Далее продолжил карьеру в командах первой лиги «Гелиос» и «Арсенал» (Белая Церковь).
Зимой 2012 года по приглашению Николая Волошина вернулся в «Гелиос». После сезона 2013/14 Гелиос и Костюк расстались по обоюдному согласию.
Летом 2014 года проходил сборы с «Металлистом». Отличился забитым голом в товарищеском матче с «Полтавой», летал с командой в Австрию, после чего был внесён в заявку на сезон 2014/15.
В июле 2015 Сергей Костюк перешёл в «Авангард» (Краматорск), но через полтора месяца покинул его, проведя это время 3 матча в первой лиге и один матч в Кубке Украины, отметившись одним забитым мячом и двумя жёлтыми карточками.